# Utricularia nelumbifolia
Utricularia nelumbifolia este o specie de plante carnivore din genul Utricularia, familia Lentibulariaceae, ordinul Lamiales, descrisă de Gardn.. Conform Catalogue of Life specia Utricularia nelumbifolia nu are subspecii cunoscute.